# Greenbury L. Fort

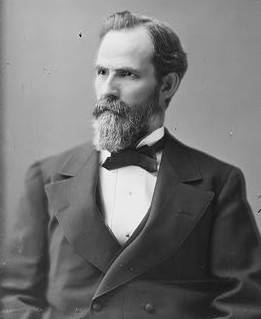
Greenbury L. Fort

Greenbury Lafayette Fort (* 17. Oktober 1825 in French Grant, Scioto County, Ohio; † 13. Januar 1883 in Lacon, Illinois) war ein US-amerikanischer Politiker. Zwischen 1873 und 1881 vertrat er den Bundesstaat Illinois im US-Repräsentantenhaus.

## Werdegang
Im Jahr 1834 kam Greenbury Fort mit seinen Eltern in das Marshall County in Illinois, wo er die öffentlichen Schulen und das Rock River Seminary besuchte. Nach einem anschließenden Jurastudium und seiner 1847 erfolgten Zulassung als Rechtsanwalt begann er in Lacon in diesem Beruf zu arbeiten. 1850 wurde er dort Sheriff. Zwei Jahre später übte er das Amt des Clerk of Marshall County aus. Im Jahr 1857 wurde er Bezirksrichter. Während des Bürgerkrieges diente Fort als Offizier im Heer der Union. Dabei stieg er bis 1865 bis zum Oberstleutnant auf. Nach dem Krieg schlug er als Mitglied der Republikanischen Partei eine politische Laufbahn ein. Im Jahr 1866 wurde er in den Senat von Illinois gewählt.
Bei den Kongresswahlen des Jahres 1872 wurde Fort im achten Wahlbezirk von Illinois in das US-Repräsentantenhaus in Washington, D.C. gewählt, wo er am 4. März 1873 die Nachfolge von James Carroll Robinson antrat. Nach drei Wiederwahlen konnte er bis zum 3. März 1881 vier Legislaturperioden im Kongress absolvieren. Im Jahr 1880 verzichtete er auf eine erneute Kongresskandidatur.
Nach dem Ende seiner Zeit im US-Repräsentantenhaus zog sich Fort in den Ruhestand zurück. Er starb am 13. Januar 1883 in Lacon, wo er auch beigesetzt wurde.